# Хорс
Хорс (др.-рус. Хърсъ) — восточнославянский бог, который, согласно наиболее распространённой интерпретации, был иранским богом солнца, заимствованный славянами и отождествлённый ими с Дажьбогом. В последующих исследованиях данная интерпретация подверглась критике со стороны лингвистов и историков. Другой ряд учёных рассматривает Хорса как исконно славянского бога луны.
Хорс являлся одним из самых значимых восточнославянских богов, и его идол вместе с другими идолами киевского пантеона был воздвигнут в 980 году на холме в Киеве князем Владимиром Святославичем. После начала Крещения Руси идолы киевских божеств были уничтожены. Хорс появляется во многих древнерусских произведениях, в частности, в «Слове о полку Игореве» рассказывающем, как князь Всеслав Брячиславич, обернувшись волком, за одну ночь пробежал из Киева в Тмутаракань и пересёк дорогу великому Хорсу. Большинство исследователей считают, что здесь Хорс выступает как бог солнца, чью трассу пересёк Всеслав, обогнав дневное светило прежде, чем оно взошло. Сторонники лунной интерпретации критикуют такой взгляд, рассматривая отрывок в пользу понимания, что Всеслав перебегал дорогу месяцу.

## Имя
В летописях теоним записан как Хърсъ, Хорсъ, Хорсь, Хоръсъ, Харсъ, Хорiй, Хръсъ, Хросъ, Хэрсъ, Хоурсъ, Хурс, Гурс, Гурк, Гург, Хоръ, Хъросъ. В др.-рус. Хърсъ.

### Солярно-иранская этимология
Согласно самой распространённой и доминирующей интерпретации, теоним Хорс имеет иранскую этимологию и происходит от персидского сложносоставного слова xūršēd/xōršēd «Солнце-царь» или «Сияющее солнце». Первый корень происходит от др. иран *hwar, «солнце» и второй — от персидского xšaēta-, что можно перевести как «сияющий» или буквально «имеющий власть, силу». Первым исследователем, написавшем о связи Хорса с персидскими и осетинскими словами, обозначавшими солнце, был сенатор и академик П. Г. Бутков. Такое сравнение делало бы Хорса, по его словам, «славянским Фебом». Но сам Бутков такую интерпретацию не разделял. Полноценно иранская этимология была принята славистом П. П. Прейсом, определившим Хорса как иранского бога солнца, заимствованного на юге Руси. В след за Прейсом иранское происхождение Хорса приняли филологи О. М. Бодянский и И. И. Срезневский, полагавшие, что Дажьбог был тождественен Хорсу. Современными сторонниками солярной интерпретации являются историки М. А. Васильев и И. Н. Данилевский. Последний полагает Хорса олицетворением солнца либо «огненно-солнечной стихии неба» с синонимом в виде теонима Дажьбог.

#### Критика
Лингвист М. Фасмер, хоть и принявший иранскую интерпретацию, указывает на фонетические трудности в этимологии. В последующем времени иранист В. И. Абаев раскритиковал сближение с персидским сакральным наименованием солнца: во-первых, если бы оно действительно происходило от персидского слова, то теоним звучал бы как Хоршь, поскольку при передаче персидского rš должна соответствовать русская š. Во-вторых, неизвестно, каким путём слово попало в древнерусский. Теоним не может быть получен из гипотетического скифского *xōraxsēd и, следовательно, не мог быть заимствован у скифов. Аналогичную критику производит лингвист К. Л. Борисов: он указывает, что по закону Педерсена š должна перейти в x или остаться š. Хорс также не мог заимствован как зороастрийский Хвар из-за конечного s. Лингвист К. Г. Менгес высказался, что ни одна этимология из древнеиранских или среднеиранских форм слова не может быть принята. Васильев принимает критику Абаева и для решения проблемы предполагает, что выражение «Солнце-царь» было общеиранским, заявляя о наличии культа солнца у сармато-алан. Васильев утверждает, что в сармато-аланском произошло усечение слова xūršēd/xōršēd с отпаданием конечного -ed и переход š → s, что даёт подходящую лингвистически форму *xūrs/xors. В итоге Хорс был взят у сармато-алан при этногенезе восточных славян Северного Причерноморья. При этом, по мысли Васильева, культ Хорса не был заимствован, а непосредственно «врос» в славянское язычество. Борисов оценил гипотезу Васильева как «неправдоподобную» и полученную через сложную цепочку предположений. Религиовед А. А. Бесков комментирует, что в этимологии Васильева «настораживает» происхождение Хорса от реконструируемого слова. У иранских народов также отсутствовал бог с таким именем. Помимо лингвистических проблем Борисов указывает на историческую невозможность заимствования слова: Хорс не мог быть передан из Ирана при Владимире из-за наличия ислама. И не мог происходить от xūršēd/xōršēd ввиду того, что слово не несло в новоперсидском никакого религиозного контекста. Xūršēd/xōršēd происходит от более раннего авест. hvarə хšаētəm, сократившись ближе ко времени основания династии Сасанидов в 224 году, когда функции бога солнца были переданы Митре. При ранних Сасанидах происходило иконоборчество и статуи божеств убирались, заменяясь священными кострами. Поэтому ко времени слова xūršēd/xōršēd антропоморфные статуи бога-солнца были уничтожены, и слово теряло свой религиозный оттенок, обозначая только солнце. Из-за наличия записей теонима Хорс с «у» и «ъ» в независимых друг от друга источниках Васильев полагает о существовании двух различных огласовок Хърсъ/Хурсъ, что коррелирует с осет. xor/xūr, «солнце». Но, по мысли Борисова, иранская этимология не может объяснить наличие «ъ». В итоге Борисов приходит к выводу, что при иранской интерпретации становится неясно, как восточные славяне могли заимствовать за короткий период слово xūršēd/xōršēd, заменив его на Xŭrsŭ/Xors, сделав при этом радикальное фонетическое изменение, не характерное для других иранских заимствований в славянском языке, установив Хорса как одного из главных богов вслед по значимости за Перуном. Бесков считает, что иранская этимология не является надёжной.

### Славянские этимологии

#### Этимология от*kъrsъ«истощённый»
Славист А. Брюкнер отверг иранскую и прочие этимологии и считает, что теоним Хорс, по-польски звучащий бы как Chars, имеет славянское происхождение, что и слова чеш. krsati, krsnouti «хиреть, чахнуть, нищать», чеш. krs «карликовый куст», пол. wycharsły «истощённый, изнурённый», восходящие к праславянскому *kъrsъ «истощённый, изнурённый», и далее к пра-и.е. kr̥ḱós «худой». В итоге имя Хорса «истощённый» является аллюзией на луну как светило, периодически убывающее и исчезающее. Пытаясь установить славянское происхождение Хорса, лингвист М. Пуканек обращает внимание, что праславянские слова с *-or- и *-ar-, находясь в схеме TarT/TorT, где T — любой согласный, подверглись ликвидной метатезе в западнославянских и южнославянских языках, а в восточнославянских — давая полногласие, и что таким образом, имя Хорса должно звучать как *Хорос, чего не произошло. Поэтому Хорс должен быть заимствован после 800 года н. э. Для решения проблемы он замечает, что праславянское TъrT сменилось церковнославянским TъrT, TrъT и восточнославянским TorT, что объясняет наличие сразу двух огласовок — Хорсъ и Хърсъ. Исходя из этого, более ранней правдоподобной формой теонима был *Xъrsъ. Лингвист М. Лучиньски считает этимологию Брюкнера лингвистически верной и что ранняя форма *Xъrsъ происходит от ещё более ранней *Kъrsъ в результате праславянского чередования задних глухих в начале слова перед гласными, что дало переход *k → *x. Историк Г. Ловмянский критикует этимологию Брюкнера, поскольку «приземистость и истощение» это не те черты, что были присущи богу. Но в свою очередь Лучиньски считает этимологию семантически верной при лунной интерпретации как отражающую связь с лунными циклами. Интерпретацию Брюкнера поддержала лингвист В. Будзишевская. Она комментирует, что этимология подтверждается этнографическими данными: луна в убывающей фазе у славян называлась ветхой. А также старой, гнилой. Убывание месяца описывалось глаголами «кончается», «сходит», «заходит», «рассыпается», «сокращается», «убывает», «отбывает». Данную этимологию как возможную рассматривает лингвист Ст. Урбаньчик.

#### Этимология от*kʷr̥s-«дуб»
Лингвист М. Пуканек считает, что более ранней формой теонима был *Xъrsъ, но замечает, что *x не могло быть изначальным, происходя от либо *k, либо от *g. Наличие -ъr- указывает на присутствие лабиализованного праиндоевропейского звука, а именно *kʷ, *gʷ и *gʷʰ, что давало бы слова *kʷr̥s-, *gʷr̥s- или *gʷʰr̥s-. Среди этих слов единственным в индоевропейском словаре Юлиуса Покорного является kʷr̥s- «дуб», присутствующее в словен. hrast «дуб», греч. πρίνος «дуб», галльск. prenne «большое дерево», др.-в.-нем. horst, hurst «куст, чаща». Таким образом, Хорс был персонажем с аналогичными функциями, как и Перун: общеславянским богом дубов и грозы. Такая интерпретация не подтверждается данными ономастики, и сам Хорс присутствует только в восточнославянских источниках, что в итоге делает данную этимологию, по замечанию самого Пуканека, «предположительной». В итоге он принимает солярно-иранскую интерпретацию. Но поскольку отрывок «Слова о полку Игореве», по мнению исследователя, говорит о луне, то этимология должна иметь семантический сдвиг «солнце» → «луна», что делает Хорса богом луны.

### Осетинская этимология
Лингвист С. П. Обнорский возвёл имя Хорса к осет. xorz/xwarz «добрый, хороший». Эту же этимологию поддержали Бутков и Абаев. Последний считал теоним Хорс эпитетом осетинского божества, заимствованного славянами. Против такой этимологии выступили лингвисты А. Ф. Журавлев и Борисов. Васильев и лингвист В. Н. Топоров отвергают осетинскую этимологию из-за неясности при такой этимологии элемента -съ в древнерусской форме слова, исходного корневого «ъ» и причины чередования корневых гласных. Но Топоров допускает, что  русское слово «хороший» происходит от имени Хорса. Такая гипотеза отвергнута Борисовым. С другой стороны, в собственной этимологии, исследователь утверждает, что эти слова могли произойти от одного общего корня, независимо друг от друга. Фасмер отрицает происхождение слова «хороший» от Хорса, поскольку полногласная форма *Хоросъ не засвидетельствована.

### Древнеиндийская этимология
Индолог Н. Р. Гусева определила Хорса как бога солнца на основе санскритского слова, обозначающего «пламя, огонь». Эту же этимологию поддержал Борисов. Он считает, что теоним Хорс восходит к протоиндоарийскому слову hṛṣu «огонь солнце, месяц» чей корень *hrs-/*hrṣ-  происходит от пра-и.е. *g̑hers- «щетиниться». По мысли Борисова, слово попало в праславянский и прабалтский в районе между Дунаем, Фрако-Фригией, Балканами и Карпатами. Исследователь утверждает, что слова «хороший» и «Хорс» происходят от этого корня, развитие которого прошло через следующий семантический сдвиг: «щетиниться» → «эрегировать» → «сексуально мощный» → «плодовитый» → «достойный, хороший». Когнатами этого слова являются греч. χαίρω «радоваться» и санскр. harayati «наслаждаться». В итоге Борисов определяет Хорса в первую очередь как бога плодородия, играющего роль «солнечного героя», отбрасывая определение Хорса как бога солнца или солнечного диска. Опираясь на мнение лингвиста О. Н. Трубачёва, что славянам были более важны ритуалы плодородия, а не антропоморфные боги, он сравнивает религию славян с религией минойцев, которая, по словам археолога А. В. Перссона, не имела «эстетических представлений» о божествах, делающая упор на ритуалы плодородия. В минойской религии, по Борисову, присутствовали ритуалы с «Великой богиней» и её смертным мужчиной, вечно возвращающимся к жизни, похожего на фракийского Аттиса и греческого Диониса. Борисов указывает, что бог Дионис был связан с плодородием и обряды, имеющие отношения к нему, были «экстатическими и чувственными», что соответствует семантическому наполнению hṛṣu. На самих Балканах есть топонимы, производные от этого слова, что близко к территории праславянской прародины по Трубачёву. Борисов заключает, что Хорс, как и балтский бог Курчо выступают как параллели Диониса в «дионисийском комплексе» — экстатическом культе, который Борисов считает общеевразийским. Он также сближает Хорса с южнославянским Кресником.

### Устаревшие этимологии и интерпретации
Историком Н. И. Костомаровым была предложена этимология от элемента «крас» в слове «красный». На основе слов «хворый, хворать» историк Д. О. Шеппинг и этнограф М. Д. Чулков определили Хорса как бога болезней и бесплодия. Фольклорист М. А. Максимович, одновременно с представлением о Хорсе как о боге луны, сравнивая имя Хорса с греческим Гареем или Аресом, индийским Хари, египетским Гором, определит Хорса как бога войны. Композитор А. С. Фаминцын отмечает, что в религиях многих народов символом солнца был конь, и сравнивает имя Хорса с общегерманским *hrussa «конь», что даёт интерпретацию Хорса как «конь-солнце». Такая этимология полностью отвергается современной лингвистикой. Фольклорист М. Е. Соколов сближал теоним с группой славянских слов с основой на «крес»: др.-рус. крес, кресины «солнцеворот», рус. кресиво «огниво». Он также не исключал, что Хорс — бог любви и разврата, чьё имя сходно с сербским и рус. курва, чеш. kurva «проститутка». Слависты Л. Леже и А. Л. Погодин возводили Хорса к греч. χρυσός «позолоченный» считая, что так назывался один из идолов киевского пантеона князя Владимира, позолоченный греческими мастерами, которых было много в столице Руси. Погодин ранее давал иную интерпретацию от перс. khuros‎ «петух», пехл. xros поскольку петух — «птица солнца». Обе этимологии отвергнуты Фасмером. Славист Н. М. Гальковский полагал возможной связь теонима с греч. χόρος «круг» так как Хорс мог обозначать собой солнце в его ежедневном круговороте. Аналогично археолог Б. А. Рыбаков связывал хоровод с Хорсом, полагая, что элемент «хоро» был вариантом слова «коло». Историк Л. С. Клейн отвергает такую этимологию, поскольку хоровод является заимствованием из греческого, и слово «коло» никак лингвистически не связано с «хоро». Все вышеперечисленные этимологии охарактеризованы Васильевым как имеющие донаучный характер. Историк В. Н. Татищев, ссылаясь на историка М. Стрыйковсого, отождествил Хорса с Бахусом. Этого же отождествления придерживался историк С. П. Руссов. Из-за этого в ранних исследованиях Хорс часто ассоциировался с Вакхом. По предложению Васильева, Татищев основывался на некотором созвучии имён. По замечанию Борисова, сам Стрыйковский Хорса так не определял, но упомянул греческого бога Вакха в рассказе о греческих божествах и прусского бога Курчо, который имеет власть над хлебом и пищей и таким образом напоминающий Вакха. Филолог Г. А. Глинка определил Хорса как покровителя «охотников до пива и мёду» чьё имя происходит от названия орудия пьянства — ковша, «корш». Историк П. М. Строев увидел в Хорсе бога финского происхождения. Филолог Е. В. Аничков утверждал, что Хорс был изначально торским божеством, но такая позиция была раскритикована, поскольку не имеет никаких оснований. Рыбаков, а позже и Бесков пытался связать теоним Хорс с рус. хорт «борзая». Журавлев назвал такую этимологию «любительской».

### Ономастика
С Хорсом связывают гидронимы Хорсово болото, ровень Хорсов Новгород-Северского уезда XVI—XVIII веков. Топонимы Волыни: Корсов, Коршев Х—ХII столетий. Сербский топоним XIV века Хрсово. Название сёл Хръсово в Болгарии. Древнее название города Разграда в Болгарии — Хръзград. В Бресткой области Белоруссии — село Хорск. Украинская деревня в Харьковской области Хорсивка, в прошлом располагавшаяся на месте Оскольского водохранилища. Сербские онимы XIV века: патроним Хрсовикь, название сербского братства Хрсо/je/виħи и антропонимы Хрс, Хрьсь. Современная украинская фамилия Хорс. Бесков опросил одного из носителей этой фамилии, по утверждению которого его предки происходят из деревни Хорсивки. Возможно, к Хорсу относится старочешский антропоним Chorúš. В Архангельской области есть река Хорса, но этот гидроним не рассматривается в научной литературе как относящийся к Хорсу. Лучиньски рассматривает ономастику как аргумент в пользу этимологии Брюкнера.

## Исторические источники

### Древнерусские источники
Хорс является одним из наиболее упоминаемых восточнославянских богов в древнерусских письменных памятниках, что, по мнению историка М. А. Васильева, ставит Хорса в один ряд с такими богами, как Перун и Волос/Велес. Религиовед А. А. Бесков указывает, что второе место после Перуна во многих письменных источников и эпитет Хорса великий заставляют «видеть в нём какое-то очень важное божество». Лингвист К. Л. Борисов оценил Хорса как второго по значимости бога после Перуна.

#### «Повесть временных лет»
Хорс упоминается в известии 980 года «Повести временных лет» начала XII века, самый ранний список которой обнаружен в составе Лаврентьевской летописи 1377 года. Фрагмент:
И стал Владимир княжить в Киеве один и поставил кумиры на холме за теремным двором: деревянного Перуна с серебряной головой и золотыми усами, Хорса, Дажьбога, Стрибога, Симаргла и Мокошь. И приносили им жертвы, называя их богами, и приводили к ним своих сыновей и дочерей, а жертвы эти шли бесам, и оскверняли землю жертвоприношениями своими. И осквернилась кровью земля Русская и холм тот. <…> В год 6491 (983). Пошёл Владимир против ятвягов, и победил ятвягов, и взял их землю. И пошёл к Киеву, принося жертвы кумирам с людьми своими.
В этой записи «Повести временных лет» союз «и» между Хорсом и Дажьбогом отсутствует, в отличие от аналогичной записи в более поздней Ипатьевской летописи. Из-за отсутствия союза сторонники солярной природы Хорса интерпретировали запись как отождествление Хорса и Дажьбога, сделанное самим летописцем, и что текст должен читаться как: Хорса-Дажьбога. Лингвист М. Пуканек и славист А. Брюкнер отвергли соединение божеств в одно. Бесков указывает, что случаи написания имён древнерусских божеств без союза не являются уникальными, и приводит текст «Слова и откровения святых апостол» где между Хорсом и Дыем отсутствует союз «и». В «Слове святого Григория» по Чудовскому списку при перечислении Перуна, Хорса, Мокоши и вил союз «и» полностью отсутствует. Лингвист М. Лучиньски подерживает мнение Брюкнера: в древнерусских источниках часто отсутствует конъюнкция при перечислении хоронимов, этнонимов, гидронимов, антропонимов и теонимов. Редакция Повести Новгородской первой летописи содержит отсутствие союза между Стрибогом, Симарглом и Мокошью.
В историографии данное событие известно как языческая реформа или первая религиозная реформа Владимира. Одна из точек зрения, рассматривающая реформу, трактует её как переход в монотеизм: по мнению филолога В. Й. Мансикки и историков А. А. Шахматова и Г. Ловмянского, изначально в «Повести временных лет» был только Перун, а позже были добавлены другие боги, чтобы выставить Владимира многобожником. Филолог Е. В. Аничков разделял позицию Шахматова, хотя заметил, что «объективных данных для признания этой вставки не имеется». Историк М. А. Васильев указывает, что существование киевского пантеона зафиксировано параллельными источниками. Другой историк Л. С. Клейн отрицает существование реформы, считая данное событие лишь восстановлением язычества: водружение кумиров состоялось сразу после убийства Ярополка, проявлявшего симпатии к христианству и проводившего прохристианскую политику, и вокняжения Владимира. Идол самого Перуна стоял на холме в Киеве уже при князе Игоре.
В прошлом обсуждался вопрос о фрагменте текста о «приводе своих сыновей и дочерей», который мог или отражать человеческие жертвоприношения, или лишь указывать на участие в обряде. Современные исследователи рассматривают текст начиная от слов «И приносили» до «и холм тот» и дальше по летописи как переработку стихов псалма 105 (Пс. 105:35—44). Несмотря на это, Васильев всё же считает существование частых человеческих жертвоприношений божествам киевского пантеона историческим фактом. С другой стороны, по мнению историка П. В. Лукина вопрос человеческих жертвоприношений, как и самой реформы, дискуссионен, и летописный текст о реформе Владимира является лишь переделкой Хроники Георгия Амартола, где упоминается создание шести кумиров божеств с ведущей позицией Бельфегора и одним женским персонажем — Астартой. Материалами для идолов, согласно этой хронике, были золото и серебро, упоминается также осквернённая земля. Лукин приходит к выводу, что рассказ о пантеоне Владимира и человеческих жертвоприношениях является летописной конструкцией, созданной в 70-х годах XI века, а сами имена божеств были взяты из устной традиции, известной летописцу.
Дальше летопись рассказывает, как старцы и бояре решили кинуть жребий, чтобы зарезать отрока или девицу в жертву богам. В Киеве жил христианин и варяг Фёдор, имевший сына Иоанна, по тексту летописи «прекрасного лицом и душою», на которого и пал жребий. К Фёдору пришли послы, сказав, что его сына избрали боги и нужно принести его в жертву. Фёдор отверг киевских идолов как богов, указывая, что они сделаны из дерева. Посланцы рассказали обо всём людям, и те, взяв оружие, разнесли двор Фёдора и сказали ему, когда он стоял на сенях с сыном, чтобы тот отдал сына богам. В ответ варяг заявил, что боги могут сами послать кого-то из своего числа, чтобы взять у него сына, после чего люди подсекли сени, и Фёдор и Иоанн погибли. Появление рассказа о варягах в «Повести временных лет» является поздней вставкой, возникшей, вероятно, впервые в Начальном своде 1090-х годов. Сама запись в летописи была сделана на основе, возможно, существовавшего первоначального «Сказания о варягах» — ранней краткой синаксарной записи для памяти местночтимых святых, которая была создана специально с целью прославления первых русских мучеников. В летописном рассказе использовалась уже переработанная и дополненная некоторыми недостоверными деталями версия, но без имён варягов, которые были неизвестны составителю летописного рассказа. Среди ложных сведений — место смерти варягов. Существование человеческих жертвоприношений у славян зафиксировано различными источниками. Поэтому, как писали археологи И. П. Русанова и Б. А. Тимощук, «сведения о человеческих жертвоприношениях у восточных славян <…> вряд ли можно рассматривать как наветы и пропаганду против язычества». Согласно этим авторам, «в обычае человеческих жертвоприношений у славян нельзя видеть какой-то особой жестокости. Эти жертвы были обусловлены мировоззрением того времени и применялись для пользы и спасения общества». Человеческие жертвоприношения проводились при определённых обстоятельствах, и наиболее распространёнными являлись бескровные жертвы.
После того как Владимир крестил Русь в 988 году, он повелел повергнуть идолы: одни изрубить, а другие сжечь. На месте, где стояли идолы, он построил церковь Святого Василия. В 1975 году в ходе раскопок на Старокиевской горе был найден фундамент сооружения. Археолог Б. А. Рыбаков считал это сооружение местом размещения киевского пантеона, утверждая, что в нём «чётко обозначены пять выступов разного размера: один большой — в середине, два меньших — по бокам и два совсем маленьких — около боковых выступов…». Существование постаментов только пяти божеств при наличии в пантеоне Владимира, с точки зрения Васильева, шести божеств, говорит о том, что был только один идол — Хорса-Дажьбога, но дальнейшие исследователи критически отнеслись к заявлению Рыбакова. Само капище археологами найдено не было, как и любые свидетельства человеческих жертвоприношений в Киеве.

#### «Слово о полку Игореве»
Ко времени написания «Слово о полку Игореве» датировка которого рассматривается от 1185 до мая 1196, имя Хорса не было забыто. Фрагмент:
Всеслав-князь людям суд правил,
князьям города рядил,
а сам в ночи волком рыскал:
из Киева дорыскивал до петухов Тмутороканя,
великому Хорсу волком путь перерыскивал.
В первом издании «Слова» 1800 года публикаторы отметили, что значение отрывка о Хорсе неясно и в ранней литературе слово Хорс трактовалось как Херсон, Херсонес (Корсунь), Хазария или искажённое «Днъпрови» Днепр вместо оригинального «Хръсови». Большинство современных исследователей рассматривают данный отрывок как указание, что Всеслав Брячиславич пересёк путь солнцу, то есть богу Хорсу. Другая часть исследователей заметила, что из отрывка «совершенно очевидно» движение Всеслава ночью, и из-за этого, чтобы получить понимание Хорса как бога солнца, по словам Аничкова, пришлось бы «фантастически толковать контекст Слова». На основе ночного времени фольклорист М. А. Максимович, первым принявшим данную интерпретацию, сделал вывод, что языческая Русь под именем Хорса чтила светило ночи — месяц. Ловмянский комментирует, что замечание Аничкова было бы справедливым, если бы солнце не имело бы своей установленной трассы, то есть Всеслав пересёк трассу солнца и обогнал его, добравшись до Тмутаракани, прежде, чем оно засияло. Бесков оценил критику Ловмянского как натянутую и указал, что более простым объяснением будет то, что Всеслав перебегал дорогу луне. Другой сторонник солярной интерпретации, Васильев трактует данный отрывок как стремление автора Слова передать скорость, с какой передвигался князь Всеслав. На этой основе Васильев отвергает лунную интерпретацию, поскольку при ней, по его мнению, теряется указание на быстроту Всеслава. Но Бесков отвергает и этот вывод, поскольку ничто не мешает понимать отрывок, что Всеслав пересёк столь длительное расстояние, пока на небе сияет месяц. Ещё раньше сторонник лунной интерпретации Брюкнер понимал данный отрывок как указание на скорость Всеслава. Он считал, что «Слово» содержит славянский «кеннинг» «путь Хорса» и что «пересечь путь Хорса» означало «мчаться сквозь ночь». Лучиньски сравнивает это с древненорвежским кеннингом mána vegr «небо» или буквально «путь луны». Второй аргумент Васильева в пользу солярной интерпретации состоит в том, что Всеслав бежал с севера на юг и таким образом пересёк путь солнцу-Хорсу, двигающемуся с востока на запад. Бесков дополняет, что направление из Киева в Тмутаракань — юго-восток и луна движется в ту же сторону, что и солнце. По утверждению Васильева, в текст «Слова» заключено «солнечное обрамление» где показано «поэтическое противопоставление света, Солнца и тьмы». И вслед за лингвистом В. Н. Топоровым трактует отрывок как указание автора Слова на ошибочный путь Всеслава, приведшего к поражению Игоря Святославича. Бесков замечает, что в таком случае двигаться, не навлекая беды, можно только с востока на запад. Историк М. А. Робинсон и филолог Л. И. Сазонова выделяют в Слове «систему соотражений» из девяти пунктов, выступающих как художественный приём при рассказе фрагментов, относящихся к Олегу Святославичу и Всеславу. Примеры: два упоминания Трояна, оба князя, эпические герои-воины, в обоих фрагментах описано по одной битве, которую они проиграли, и т. д. Пятым пунктом выступает то, что в обоих рассказах о князьях появляются два солнечных божества: Хорс и Дажьбог, чья солярная природа последнего, по комментарию Васильева, «бесспорна». Исходя из этого пункта, исследователи пришли к выводу о тождественности Хорса и Дажьбога. В свою очередь, Бесков трактует такое соотношение как указание на близость божеств солнца и луны. Другой аргумент Васильева: в средневековой русской традиции, восходящей к сербской, присутствует полуязыческое представление, что волки съедят луну или солнце, отчего то погибнет. На этой основе Васильев истолкует образ волкодлака как антагонистического персонажа по отношению к солнцу. Бесков оппонирует, что на основе приведённых Васильевым источников такой же антагонистический образ давался по отношению к луне и оборотничество преимущественно связано с луной. Лунную интерпретацию поддержал лингвист В. Пизани. Исследователь считает, что по славянским поверьям волкодлак вызывал лунные и солнечные затмения, откуда славянское заимствование в рум. vircolac «лунное затмение». Поэтому, по мысли Пизани, Всеслав вызвал затмение луны. В данном отрывке «Слова» Хорсу даётся эпитет великий, который ещё учёные XIX века расценивали в пользу солярной природы Хорса. Но, по замечанию Лучиньски, эпитет может пониматься по-разному: в фольклоре эпитет великий часто используется по отношению к луне, например, пол. wielki księżyc «большая луна», хорватское и словен. velik mesec «большой месяц».

#### Прочие древнерусские источники
«Память и Похвала Иакова Мниха князю Владимиру Святославичу» является компиляцией из других сочинений, самое старое из которых датируется приблизительно первой четвертью XI века. Сама компиляция была составлена в XII—XIII веках. Похвала сохранилась в старейшем списке 1414 года, сгоревшего при пожаре 1812 года, и содержит следующую запись о князе Владимире:
Он крестил всю Русскую землю из конца в конец — и отверг нечестивое наваждение, и языческих богов, а вернее бесов, Перуна и Хорса, и других многих попрал, и сокрушил бесов.
С точки зрения историка В. Я. Петрухина, датировка этого произведения и его соотношение с летописным текстом Повести неясны: предполагается, что в житийной части Памяти Иаков использовал летопись, и поэтому не случайно упомянутые там же Перун и Хорс представляют лишь начало летописного списка Владимировых богов.
После принятия христианства появились различные «Слова» и «Поучения», направленные против старой религии. В частности, «Слово некоего христолюбца и ревнителя по правой вере» было создано, по мнению большинства исследователей, в середине XI века. Исключением являются Мансикка, утверждающий, что Слово написано в XIV веке, и Русанова с Тимощуком, датирующие XII веком. Само «Слово» имеется в двух редакциях: краткой, первоначальной и пространной, более поздней. Фрагмент из редакции списка рукописи № 1285 Новгородской Софийской Библиотеки XV века:
Как Илья Фесвитянин, заклав жрецов и лжепророков идольских числом до трёхсот <…>, так и он [христолюбец] не может терпеть христиан, двоеверно живущих, они же, будучи христианами, веруют в Перуна, и в Хорса, и в Сима, и в Регла, и в Мокошь, и в вил, которых числом тридцать сестриц, как говорят окаянные язычники, и всех их делают богами и богинями, а потому приносят им жертвы и караваи им жертвуют, кур им режут; и огню молятся, называя его Сварожичем. <…> не подобает христианам в пирах, и на свадьбах в бесовские игры играть, иначе это не брак называется, а идолослужение, если есть пляска, музыка, песни бесовские, сопели, бубны и всякие жертвы идольские, когда молятся огню, вилам, Мокоши, Симу, Реглу, Перуну, Хорсу, роду, рожаницам и всем проклятым богам их.
По мнению Аничкова, в первоначальном варианте «Слова» про божеств ничего не говорилось, и они были добавлены поздними редакторами. Взгляд Аничкова разделяет Мансикка, считающий перечень божеств взятым из «Повести Временных Лет». На основе этого историк В. Я. Петрухин приходит к выводу, что вставка с упоминанием божеств появилась не раньше XII века. Хорс упоминается в большинстве списков только один раз — в начале, кроме указанного Новгородского Софийского списка.
Древнерусское произведение «Слово святого Григория, изобретено в толцех», также известное как «Слово об идолах» является переработкой поучения константинопольского патриарха IV века Григория Назианзина, именуемого Григорием Богословом. Неизвестный древнерусский автор использовал осуждение греческих богов, дополнив его обличительным текстом о славянских богах. Ранняя редакция «Слова» сохранилось в трёх списках XV века и различно датируется разными исследователями: 1060-е годы (Аничков), XII век (Ловмянский, Рыбаков), а также датировки, считающиеся Васильевым маловероятными: конец XIII — начало XIV века (слависты И. И. Срезневский, Н. М. Гальковский), XIV век (Мансикка). По мнению Рыбакова, «Слово Григория» было непосредственным переводом, но историк И. Н. Данилевский указывает, что «Слово» отражает греческий оригинал лишь частично. Оригиналом является «Слово на Богоявление». Данилевский отмечает, что точно неизвестно, каким именно вариантом текста Григория Богослова пользовался сам древнерусский автор. Неизвестно и насколько достоверны сведения о славянских богах в «Слове». Аничков считает текст состоящим из поздних вставок. Фрагмент:
Этим же богам жертву приносят и кладут и славяне: вилам и Мокоши, Диве, Перуну, Хорсу, роду и рожаницам, упырям и берегиням, и Переплуту, и, вертясь пьют ему из рогов. <…> После же святого Крещения Перуна бросили, а к Христу, Богу нашему, приобщились. Но и ныне по окраинам молятся проклятому богу Перуну, и Хорсу, и Мокоши, и вилам, и делают это тайно.
Чрезвычайно популярный на Руси греческий апокриф IV—V веков «Хождение Пресвятой Богородицы по мукам» был переведён на славянский в XI веке и чей старейший список датируется XII веком, где славянские боги уже присутствуют. Мансикка расценивал, что вставки имеют южнославянское происхождение, но наиболее вероятно считать их древнерусскими. По сюжету апокрифа Богородица наблюдает в аду мучения неправедных душ, показанные ей архангелом Михаилом. Фрагмент текста по списку начала XVII века:
И спросила Благодатная архистратига: Кто это такие? И ответил архистратиг: Это те, кто не веровали в Отца и Сына, и Святого Духа, забыли Бога и веровали в то, что сотворил нам Бог для трудов наших, прозвав это богами: солнце и месяц, землю и воду, и зверей и гадов; все эти люди сделали из камней — Траяна, Хорса, Велеса, Перуна в богов превратили...
Сочинение «Слова Златоуста о том, как первые язычники веровали в идолы» является компиляцией и основано, в частности, на «Слове Григория». Предположительно датируется XIII веком, а по мнению историка Д. А. Казачковой XI веком, и известно из Новгородской Софийской рукописи № 1262 XIV—XV веков и других списков. Фрагмент по древнейшему из них:
Горе вам <…> человеки, забывшие страх божий [своим] небрежением, и отступившие от Крещения, и приступившие к идолам, и начавшие поклоняться молнии и грому, и солнцу, и луне, а другие — Перуну, Хорсу, вилам и Мокоши, упырям и берегиням, которых называют тридевять сестриц, а иные в Сварожича веруют, и в Артемиду. Всем им невежественные люди молятся и кур режут.
В «Проложном Житии Владимира» сохранившемся в болгарском древнейшем списке XIII века после рассказа о крещении Владимира в Корсуни, говорится: «И пришёл в Киев, избив идолов: Перуна, Хорса, Дажьбога и Мокошь и прочих кумиров». Произведение восходит к «Повести временных лет».
В Ипатьевской летописи под записью 1071 года говорится, что «в те же времена» в Киев пришёл волхв, к которому явились пять божеств. Он утверждал, что через пять лет Днепр потечёт вспять, а русская земля «переступит» на греческую. Исследователи отождествили этих божеств с киевским пантеоном, где, по их мнению, было шесть божеств. Объясняя это противоречие, Аничков и Ловмянский исключили из этого списка Мокошь, Рыбаков — Симаргла. Васильев объясняет это тем, что Дажьбог носил двойное имя Даждьбог-Хорс, но Петрухин считает, что предсказание волхва в Киеве связано не с пережитками язычества, а с событиями 1068—1069 годов, когда восставшие крестьяне угрожали князьям, что сожгут город и уйдут в греческую землю. Пять богов же являются пятью планетами, на чьё астрологическое расположение и ссылался волхв. Бесков указывает, что нет уверенности в том, чтобы считать этих богов богами князя Владимира.
В летописной редакции «Сказания о Мамаевом побоище», написанное, возможно, в начале XV века, описывается поражение Мамая: «Безбожный <…> царь Мамай, видев свою погибель, начал призывать своих богов: Перуна, Салавата, Раклиа, Гурса и великого своего пособника Махмета». Васильев отмечает, что перечень богов наиболее близок к их перечню в «Слове некоего христолюбца».